# Conférence de Bujan
 (juillet 2007).
Améliorez-le ou discutez des points à vérifier. 
 (signalé en mai 2025).
Si vous disposez d'ouvrages ou d'articles de référence ou si vous connaissez des sites web de qualité traitant du thème abordé ici, merci de compléter l'article en donnant les références utiles à sa vérifiabilité et en les liant à la section « Notes et références ».
- Archive Wikiwix
- Bing
- Cairn
- DuckDuckGo
- E. Universalis
- Gallica
- Google
- G. Books
- G. News
- G. Scholar
- Persée
- Qwant
- (zh) Baidu
- (ru) Yandex
- (wd) trouver des œuvres sur Wikidata

La conférence de Bujan est une rencontre ayant eu lieu en 1943 entre des membres du Parti communiste de Yougoslavie, qui a affirmé le droit des Albanais du Kosovo à l'autodétermination à la fin de la Seconde Guerre mondiale.

## Historique
En août 1943, une conférence est organisée entre la résistance nationaliste du Balli Kombëtar et les partisans communistes albanais dans le village de Mukaj. Durant cette  conférence, les deux parties arrivent à un compromis sur le Kosovo : après la guerre un référendum devra être organisé au Kosovo pour savoir si la province devra être rattachée à l'Albanie ou à la future Fédération démocratique de Yougoslavie.
Le 25 octobre, le bureau du Parti communiste de Yougoslavie envoie une lettre au Parti communiste albanais qui condamne cet accord comme faisant le jeu de la « réaction bourgeoise albanaise » et de l'occupant. Le 6 décembre, Tito envoie personnellement une lettre qui reprend les mêmes accusations, tout en affirmant qu'il n'est pas opposé en principe à ce que les Albanais du Kosovo aient à terme le droit de vivre comme ils l'entendent.
Entre le 31 décembre 1943 et le 2 janvier 1944 a lieu à Bujan, la conférence fondatrice du conseil de libération nationale du Kosovo-Metohija. Bujan est situé en Albanie, dans le district de Tropojë, à l'ouest de la ville de Bajram Curri, à 42 km  de la ville kosovare de  Gjakovë (Dakovica). Cette conférence regroupait 49 communistes du Kosovo, dont une large majorité étaient Albanais.
Durant cette conférence, un accord prévoit une lutte commune contre les forces d'occupation, à l'issue de quoi le Kosovo aurait le droit de se rattacher à l'Albanie.
La résolution de Bujan a été  officiellement critiquée par Tito en mars 1944 et le parti communiste yougoslave a rejeté la validité de cette déclaration, les membres de la commission n'ayant pas été officiellement mandatés par le comité central du parti. Après la guerre, le Kosovo demeurera partie de la Yougoslavie.